# 奥列格·伊万诺维奇·克拉夫琴科
奥列格·伊万诺维奇·克拉夫琴科（1971年—2020年12月25日），白俄罗斯政治人物，曾任外交部副部长、驻美国大使。

## 生平
1971年出生于明斯克。1994年毕业于白俄罗斯国立大学法律系，1998年毕业于白俄罗斯国家科学院哲学与法律研究所，拥有法学副博士学位。1994年至1999年，在白俄罗斯共和国外交部礼宾司法律事务司工作。1999年至2003年，担任白俄罗斯驻瑞典大使馆参赞，兼驻挪威和丹麦。
2007年至2008年，担任白俄罗斯驻美国使馆参赞，2008年至2014年担任临时代办。2014年至2017年，担任白俄罗斯共和国外交部美国和加拿大事务主管、美洲司司长。2017年1月升任外交部副部长。2020年7月20日，任白俄罗斯共和国驻美国特命全权大使。2020年12月25日在明斯克逝世。